# 阁
- 阁本义：指古代放在门上用来防止门自合的长木桩。《说文解字》：“止扉，从门，各声。”说明阁字造字之始与门有关。
- 而后，阁字又被假借，用来指称“架空庋藏”的干阑式建筑。
- 是古代一種在皇宫内類似樓的建筑，
- 主要用于皇帝存放御藏物件和皇帝办公。
- 作为建筑形式早至夏周；作为附加与官员至唐起到清一直沿用。
- 閣和樓相似，不同的是閣的四周設欄柵迴廊。

## 「江南三大名樓」
- 岳陽樓
- 滕王閣
- 黄鶴樓

## 历史阁
- 千秋阁
- 龙图阁
- 文华阁

## 延伸阅读
[在维基数据编辑]
 《欽定古今圖書集成·經濟彙編·考工典·閣部》，出自陈梦雷《古今圖書集成》